# Надєжинка
Надєжинка (рос. Надежинка) — присілок в Лукояновському районі Нижньогородської області Російської Федерації.
Населення становить 8 осіб. Входить до складу муніципального утворення Тольсько-Майданська сільрада.

## Історія
Від 2009 року входить до складу муніципального утворення Тольсько-Майданська сільрада.

## Населення
| 2002 | 2010 |
| ---- | ---- |
| 20   | ↘8   |